# Francisca Conejero Tomàs
Francisca Conejero Tomàs (Villena, 1903 – l'Hospitalet de Llobregat, 1998), coneguda com a Cisca, fou una militant anarquista i sindicalista de la CNT.
Va arribar a Barcelona, al barri de Sants, als cinc anys. Als nou anys va anar a viure a l'Hospitalet i va començar a treballar a la fàbrica tèxtil Can Trinxet d'aquesta ciutat. També va treballar a l'Espanya Industrial i, als quinze anys, a la fàbrica Hijos de Francisco Sans, SA. En aquell temps es va afiliar al moviment anarquista i a la CNT. En temps de la República va ser membre del grup Verdad de la FAI, al barri de la Torrassa.
Es va unir amb Mingo Canela (Domingo Canela), rajoler i secretari general de les Joventuts Llibertàries. Mingo va ser militant anarcosindicalista i fundador de l'Ateneu Racionalista de la Torrassa. Van viure al carrer Buenos Aires de l'Hospitalet, ciutat que ja no van abandonar, a excepció dels períodes d'empresonaments i deportacions d'en Mingo, com la de 1932 a Guinea, quan Cisca es va quedar sola amb una filla d'un any. Durant els anys 1932 i 1933 hi va haver revoltes anarquistes que tenien focus importants a l'Hospitalet.
Durant la Guerra Civil va ser delegada sindical. Acabada la guerra i en tornar al seu lloc de feina va ser detinguda i empresonada durant un any per aquesta raó. Mai no hi va haver una acusació formal.
Quan va sortir en llibertat condicional va tornar a la fàbrica del carrer Casanova fins a l'any 1953. Als anys cinquanta va treballar en la clandestinitat, juntament amb el seu company i la seva filla Llibertat, ajudant els companys perseguits.
Era germana dels militants anarquistes Florencio i Pedro Conejero.